# Думбревіца (Алба)
Думбревіца (рум. Dumbrăvița) — село у повіті Алба в Румунії. Входить до складу комуни Черу-Бекеїнць.
Село розташоване на відстані 280 км на північний захід від Бухареста, 26 км на південний захід від Алба-Юлії, 91 км на південь від Клуж-Напоки.

## Населення
За даними перепису населення 2002 року у селі проживали 44 особи, усі — румуни. Усі жителі села рідною мовою назвали румунську.